# Fausto de Riez
Fausto de Riez († entre 490 e 495) foi um dos primeiros bispos de Riez (Régio), no sul da Gália (Provença), o mais conhecido e destacado defensor do semipelagianismo.

## Biografia
Fausto nasceu entre 405 e 410 e, de acordo com seus contemporâneos, Ávito de Vienne e Sidônio Apolinário, na ilha da Britânia. Nada se sabe sobre os seus primeiros anos ou sobre a sua educação. Alguns acreditam que ele teria sido um advogado e, por causa da influência de sua mãe, famosa por sua piedade, ele abandonou os estudos seculares ainda jovem e entrou no mosteiro de Lérins. Lá ele foi logo ordenado sacerdote e, por sua extraordinária piedade, foi escolhido em 432 para ser o chefe do mosteiro, sucedendo a Máximo, que havia se tornado bispo de Riez. Sua carreira como abade durou de vinte a vinte-e-cinco anos, durante a qual ele amealhou uma grande reputação por seus tremendos dons como pregador e por seu rígido ascetismo.
Após a morte de Máximo, ele o sucedeu como bispo de Riez. Esta elevação não provocou nenhuma mudança em seu modo de vida. Ele continuou as suas práticas ascéticas e frequentemente retornava para o mosteiro de Lérins para renovar os seu fervor. Ele era um zeloso defensor do monasticismo e fundou diversos mosteiros em sua diocese. A despeito de sua atividade como bispo, ele participou em todas as discussões de sua época e e se tornou um feroz oponente do arianismo em todas as suas formas. Por isso, e pelo que se diz de suas opiniões, detalhadas abaixo, sobre a corporeidade da alma humana, ele acabou incorrendo na inimizade do rei visigótico Eurico, que tinham conseguido dominar uma larga porção do sul da Gália, e foi banido de sua sé. Seu exílio durou oito anos, durante o qual ele foi ajudado por amigos ainda leais. Com a morte de Eurico, ele retornou para a sua diocese e retomou o trabalho contra os heréticos, algo que ele faria até a sua morte, entre 490 e 495.
O povo de sua diocese o considerou santo e erigiu em sua homenagem uma basílica.

## Obras e pontos de vista teológicos
Por toda a vida, Fausto foi um ferrenho adversário de Pelágio, a quem ele chamava de Pestificador 'trazer de pragas', e igualmente um decidido opositor da doutrina da predestinação, que ele considerava "errônea, blasfema, pagã, fatalista e condutora de imoralidade". Esta doutrina, em sua forma mais repulsiva, tinha sido proposta por um presbítero chamado Lúcido e fora condenada por dois sínodos, em Arles e Lyon (475). A pedido dos bispos que se reuniram nestes sínodos e especialmente de Leôncio de Arles, Fausto escreveu o Libri duo de Gratiâ Dei et humanae mentis libero arbitrio, no qual ele refutou não apenas as doutrinas predestianistas, mas também as de Pelágio. A obra, contudo, ficou marcada por seu claro semipelagianismo e foi, por muitos anos, duramente atacada e foi condenada no Sínodo de Orange (529). Além deste erro, Fausto defendia que a alma humana é, de alguma forma, corpórea, sendo apenas Deus um espírito puro.
A oposição a Fausto não se desenvolveu inteiramente durante a sua vida e ele morreu com uma bem merecida reputação de santidade.
Fausto escreveu ainda o Libri duo de Spiritu Sancto, erroneamente atribuído ao diácono romano Pascásio. Seu Libellus parvus adversus Arianos et Macedonianos, mencionado por Genádio se perdeu.
Suas correspondências (epistulae) e sermões podem ser encontrados na edição das obras de Fausto por Engelbrecht, Fausti Reiensis praeter sermones pseudo-Eusebianos opera. Accedunt Ruricii Epistulae no Corpus Scrip. eccles. lat., vol. XXI (Viena, 1891).